# Helicochetus aberrans
Helicochetus aberrans är en mångfotingart som beskrevs av Kraus 1966. Helicochetus aberrans ingår i släktet Helicochetus och familjen Odontopygidae. Inga underarter finns listade i Catalogue of Life.